# The Naked Venus
The Naked Venus è un film del 1959, diretto da Edgar G. Ulmer (con il nome di Ove H. Sehested). 

## Trama
Un uomo filma di nascosto due donne nude che si rilassano sulle rive di uno specchio d'acqua.
Il pittore Bob Dixon vive a Parigi con la moglie Yvonne e la loro figlia, la piccola Sherie. La famigliola va in California a trovare la manipolatrice madre di Bob, che incontra in tale occasione per la prima volta la moglie e la figlia di Bob, e si dimostra da subito mal disposta verso la nuora, disapprovando in particolare la sua attività di modella di nudo per artisti.
Quando Bob e la madre sono assenti, Yvonne, nella villa dei Dixon, riceve la visita di John Rutledge, che si qualifica come l'avvocato del marito, e le comunica che Bob le ha intentato una causa di divorzio. Yvonne lascia la casa con Sherie e si stabilisce in un campo nudista.
Al processo, Rutledge intende far leva sulla presunta indegnità della pratica nudista seguita da Yvonne per farle negare l'affidamento della figlia. Al dibattimento prende parte anche Hewitt, direttore del New Museum of Contemporary Art di New York, che ha acquistato la tela "The Naked Venus" di Bob, e che esprime le proprie opinioni sulla nudità nell'arte nonché sul nudismo, che reputa essenzialmente un affare privato. Al dibattimento viene sentito come testimone anche Charles Becker, un investigatore privato assoldato dalla madre di Bob, che mostra le riprese che aveva fatto tempo prima, per motivi professionali, in un campo nudista francese, nelle quali è raffigurata anche Yvonne. Bob stesso, per quanto la madre tenti di plagiarlo, non se la sente di portare a fondo le accuse, e ha un cedimento.
Il giudice stabilisce che debba trascorrere un anno, nel quale si dovrà attendere l'evolversi della situazione, prima dell'eventuale ripresa del processo. Yvonne, pur offesa, non ha smesso di amare Bob, riconoscendone la natura estremamente sensibile, facile preda di istanze manipolatorie come quella messa in atto dalla suocera, e torna a Parigi con Sherie. In città, all'insaputa di Yvonne, si trova anche Bob, che, dopo aver mandato in avanscoperta un amico per sondare le intenzioni della moglie, si riunisce a lei.